# Friedrich von Zezschwitz
Friedrich-Wilhelm von Zezschwitz (* 5. Januar 1935 in Königsberg) ist ein deutscher Rechtswissenschaftler.

## Leben
Seine Eltern waren der Oberstleutnant Gerhart-Peter von Zezschwitz (1904–1941) und Britta Bruns. Friedrich-Wilhelm von Zezschwitz wuchs u. a. in Marburg (Lahn) auf heiratete 1960 Roswitha Lunderstädt, der Vater war Forstmeister. Sie haben fünf Kinder. Paultheo von Zezschwitz ist sein Neffe.
Nach der Promotion zum Dr. iur. in Marburg am 6. Dezember 1967 lehrte er als Professor für Öffentliches Recht und Steuerrecht in Gießen. Von 29. Juni 1999 bis 30. September 2003 war er Hessischer Landesdatenschutzbeauftragter. Seit 1954 ist er Mitglied des Corps Suevia Tübingen.
Als Herausgeber veröffentlichte er von 1995 bis 2024 eine umfangreiche Textsammlung mit der Titulatur Landesrecht Hessen sowie weitere Publikationen.

## Schriften (Auswahl)
- Das Gemeinwohl als Rechtsbegriff. Diss. Marburg 1967, OCLC 868253958.
- mit Henning von Olshausen und Hans Heinrich Rupp: Zur Ungleichheit in der Einkommenbesteuerung der Versorgungsbezüge und Sozialrenten. Rechtsgutachten erstattet auf Ansuchen des Bundes der Ruhestandsbeamten und Hinterbliebenen (BRH). BRH, Mainz 1970, OCLC 1072516257.
- Lahn – Stadt ohne Eigenschaften, Verwaltungsbezirk ohne örtliche Gemenschaft, Gießen 1970.
- Die Finanzverfassung des Landes Hessen, Bad Homburg v. d. Höhe 1980.
- als Herausgeber ab 1995: Landesrecht Hessen.